# Nabój 14,5 × 114 mm
14,5 × 114 mm – radziecki nabój wielkokalibrowy zaprojektowany pierwotnie jako amunicja dla karabinów przeciwpancernych, obecnie używany w wkm-ach KPW.

## Historia
W drugiej połowie lat 30 gwałtownie zaczęło rosnąć nasycenie bronią pancerną wielu armii świata. Spowodowało to intensyfikację prac nad lekką bronią przeciwpancerną. W ZSRR rozpoczęto wtedy prace nad nowym nabojem przeznaczonym specjalnie dla broni tej klasy. Efektem prac prowadzonych w latach 1936-1938 był nabój 14,5 × 114 mm z pociskiem B-32, którego produkcję rozpoczęto w 1940 roku.
Nowy nabój został przyjęty do uzbrojenia wraz z karabinem przeciwpancernym PTR-39 konstrukcji N.W.Rukawiesznikowa. PTR-39 był konstrukcją niedopracowaną i wyprodukowano tylko ok. 150 egz tego karabinu.
W 1940 roku pod wpływem szefa GAU (Gławnoje Artilierskoje Uprawlienije – Główny Zarząd Artylerii) marszałka Grigorija I. Kulika karabiny przeciwpancerne uznano za broń nieefektywną i w sierpniu 1940 roku skreślono z systemu uzbrojenia RKKA. Po ataku niemieckim 22 czerwca 1941 anulowano tę decyzję i zaprojektowano dwa nowe typy karabinów przeciwpancernych kalibru 14,5 mm: PTRD i PTRS. W tym samym roku rozpoczęto produkcję naboi z pociskiem BS-41 GŁ.
W następnych latach powstawały wersje naboju 14,5 mm wyposażane w nowe typy pocisków o różnym przeznaczeniu. W 1944 roku do uzbrojenia Armii Czerwonej wprowadzono wkm KPW kalibru 14,5 mm. Z czasem stał się on podstawowym uzbrojeniem radzieckich transporterów opancerzonych.
W latach 90. powstało kilka typów wielkokalibrowych karabinów wyborowych zasilanych nabojem 14,5 × 114 mm.

## Wersje
- B-32 – pocisk przeciwpancerno-zapalający. Naboje z tym pociskiem były produkowane od 1940 roku. Oznaczenie: końcówka pocisku czarna z paskiem czerwonym[1].
- BS-41 GŁ – pocisk przeciwpancerno-zapalający. Dzięki zastosowaniu rdzenia wolframowego pocisk BS-41 GŁ miał przebijalność wyższą o 25% od B-32. Naboje z tym pociskiem były produkowane od 1941 roku. Oznaczenie: końcówka pocisku czarna, pozostała część czerwona, spłonka czarna[1].
- BST-41 – pocisk przeciwpancerno-zapalajaco-świetlny.
- BZT – pocisk przeciwpancerno-zapalająco-smugowy. Oznaczenie: końcówka pocisku fioletowa z paskiem czerwonym[1]
- ZP – pocisk zapalająco-świetlny
- MDZ – pocisk burząco-zapalający
- BS – pocisk przeciwpancerny opracowany w 1989 roku.
- Z – pocisk zapalający. Oznaczenie: końcówka pocisku czerwona[1]

## Wymiary naboju
Wymiary naboju 14,5 × 114mm. Wszystkie wymiary podane są w milimetrach.